# Applied Physics Letters
Applied Physics Letters - тижневий науковий журнал Американського інституту фізики, присвячений швидким публікаціям з питань прикладної фізики у всіх галузях досліджень, техніки та сучасної технології. Журнал виходить 52 рази на рік. 
Станом на 2014 журнал має імпакт-фактор 3,302, найвищий з усіх журналів, що спеціалізуються на прикладній фізиці.